# Jackie Boy
Pour les articles homonymes, voir BOY.
Jackie Boy (de son vrai nom Jack Rafferty) est un personnage fictif créé par Frank Miller dans la bande dessinée Sin City.

## Biographie fictive
Jackie Boy est un flic ripou, alcoolique, violent et dément. Il apparaît uniquement dans le tome 3 de la série intitulé Le grand carnage.
Dans cet épisode, il supplie Shellie, une serveuse avec qui il avait eu une relation éclair de lui ouvrir la porte de son appartement. Celle-ci refuse, mais son amant, Dwight McCarthy, lui ordonne d'ouvrir à Jackie en la prévenant que ce dernier est accompagné de 4 délinquants tout aussi imbibés d'alcool que lui. Shellie ouvre, la discussion s'envenime et Jackie la frappe violemment. Il se rend ensuite aux toilettes où Dwight lui enfonce la tête dans la cuvette des toilettes pendant de longues secondes. Dwight s'éclipse ensuite. Jackie Boy, affolé, s'enfuit avec sa bande. Ils se rendent dans la vieille ville à la recherche d'une prostituée, mais se montrant trop entreprenants, ils sont exécutés par Miho.

## Apparence
Jackie Boy est de taille moyenne, arbore des cheveux longs et noirs, et porte généralement un blouson en cuir. 

## Personnalité
Il est considéré comme un héros dans la police et aux yeux du public bien qu'en réalité, il soit totalement pourri, violent et fou.

## Œuvres où le personnage apparaît

### Comics
- Le Grand Carnage (The Big Fat Kill) (Vertige Graphic et Rackham, 1996)

### Film
Jackie a été interprété par l'acteur Benicio del Toro dans le film Sin City (2005), réalisé par Robert Rodriguez et Frank Miller.